# Michał Helik
Michał Helik (ur. 9 września 1995 w Chorzowie) – polski piłkarz występujący na pozycji obrońcy w angielskim klubie   Oxford United oraz w reprezentacji Polski.

## Kariera klubowa
Wychowanek Ruchu Chorzów. W barwach drużyny zadebiutował 15 września 2013 roku, wychodząc w podstawowym składzie na przegrany 0:6 mecz ligowy z Jagiellonią Białystok. 25 maja 2015 roku zdobył swoją pierwszą bramkę w barwach Ruchu, pokonując bramkarza GKS-u Bełchatów podczas przegranego 2:4 spotkania ligowego. W czerwcu 2015 roku doznał długoterminowej kontuzji, która na ponad rok wyeliminowała go z gry. 9 czerwca 2017 podpisał trzyletni kontrakt z Cracovią, który obowiązywał od 1 lipca. 9 września 2020 podpisał trzyletni kontrakt z angielskim klubem Barnsley F.C. 15 września 2020 zadebiutował w wygranym 2:0 meczu Pucharu Ligi z Middlesbrough. 17 stycznia 2025 podpisał kontrakt z Oxford United.

## Kariera reprezentacyjna
5 marca 2021 selekcjoner reprezentacji Polski Paulo Sousa powołał Michała Helika do szerokiej kadry na mecze eliminacji Mistrzostw Świata 2022. Zawodnik zadebiutował w kadrze 25 marca występując od pierwszej minuty w meczu z Węgrami (3:3). 

## Statystyki kariery
aktualne na dzień 16 lipca 2022
| Klub               | Sezon              | Liga               | Liga  | Liga   | Puchary krajowe | Puchary krajowe | Europa | Europa | Suma  | Suma   |
| Klub               | Sezon              | Liga               | Mecze | Bramki | Mecze           | Bramki          | Mecze  | Bramki | Mecze | Bramki |
| ------------------ | ------------------ | ------------------ | ----- | ------ | --------------- | --------------- | ------ | ------ | ----- | ------ |
| Ruch Chorzów       | 2013/14            | Ekstraklasa        | 8     | 0      | 0               | 0               | –      | –      | 8     | 0      |
| Ruch Chorzów       | 2014/15            | Ekstraklasa        | 18    | 1      | 0               | 0               | 4      | 0      | 22    | 1      |
| Ruch Chorzów       | 2015/16            | Ekstraklasa        | 0     | 0      | 0               | 0               | –      | –      | 0     | 0      |
| Ruch Chorzów       | 2016/17            | Ekstraklasa        | 20    | 0      | 0               | 0               | –      | –      | 20    | 0      |
| Ruch Chorzów       | Ogólnie            | Ogólnie            | 46    | 1      | 0               | 0               | 4      | 0      | 50    | 1      |
| Cracovia           | 2017/18            | Ekstraklasa        | 32    | 8      | 2               | 0               | –      | –      | 34    | 8      |
| Cracovia           | 2018/19            | Ekstraklasa        | 23    | 0      | 2               | 1               | –      | –      | 25    | 1      |
| Cracovia           | 2019/20            | Ekstraklasa        | 23    | 1      | 5               | 1               | 2      | 0      | 30    | 2      |
| Cracovia           | 2020/21            | Ekstraklasa        | 1     | 0      | 1               | 0               | 1      | 0      | 3     | 0      |
| Cracovia           | Ogólnie            | Ogólnie            | 79    | 9      | 10              | 2               | 3      | 0      | 92    | 11     |
| Barnsley F.C.      | 2020/21            | Championship       | 45    | 5      | 4               | 1               | –      | –      | 49    | 6      |
| Barnsley F.C.      | 2021/22            | Championship       | 38    | 1      | 2               | 0               | –      | –      | 40    | 1      |
| Barnsley F.C.      | 2022/23            | EFL League One     | 0     | 0      | 0               | 0               | –      | –      | 0     | 0      |
| Barnsley F.C.      | Ogólnie            | Ogólnie            | 83    | 6      | 6               | 1               | 0      | 0      | 89    | 7      |
| Ogólnie w karierze | Ogólnie w karierze | Ogólnie w karierze | 217   | 16     | 16              | 3               | 7      | 0      | 181   | 18     |

### Reprezentacyjne
(aktualne na dzień 12 października 2021)
| Reprezentacja | Rok  | Mecze | Bramki |
| ------------- | ---- | ----- | ------ |
| Polska        |      |       |        |
| 2021          | 7    | 0     |        |
| Suma          | Suma | 7     | 0      |

| Mecze i gole w reprezentacji | Mecze i gole w reprezentacji | Mecze i gole w reprezentacji | Mecze i gole w reprezentacji | Mecze i gole w reprezentacji | Mecze i gole w reprezentacji |
| Lp.                          | Data                         | Miasto                       | Przeciwnik                   | Wynik                        | Rozgrywki                    |
| ---------------------------- | ---------------------------- | ---------------------------- | ---------------------------- | ---------------------------- | ---------------------------- |
| 1.                           | 25.03.2021                   | Budapeszt                    | Węgry                        | 3:3                          | el. MŚ 2022                  |
| 2.                           | 31.03.2021                   | Londyn                       | Anglia                       | 1:2                          | el. MŚ 2022                  |
| 3.                           | 01.06.2021                   | Wrocław                      | Rosja                        | 1:1                          | towarzyski                   |
| 4.                           | 05.09.2021                   | Serravalle                   | San Marino                   | 7:1                          | el. MŚ 2022                  |
| 5.                           | 08.09.2021                   | Warszawa                     | Anglia                       | 1:1                          | el. MŚ 2022                  |
| 6.                           | 09.10.2021                   | Warszawa                     | San Marino                   | 5:0                          | el. MŚ 2022                  |
| 7.                           | 12.10.2021                   | Tirana                       | Albania                      | 1:0                          | el. MŚ 2022                  |

## Sukcesy

### Cracovia
- Puchar Polski: 2019/2020